# Distant Project
Distant Project es una banda de Synth pop surgida en el año 2002, Está formada por Fab Soutus (Phoenix – AZ - US) en sintetizadores, bajos, programaciones y voz, Wal Yunker (Paraná - E. Ríos - ARG), sintetizadores, programación y baterías, y Clau Spiritelli (Paraná - E. Ríos - ARG), guitarras. La denominación de la banda proviene precisamente por la particularidad de vivir todos en ciudades diferentes.

## Historia
Sus dos miembros fundadores son: Fab Soutus residente en los Estados Unidos y Wal Yunker quien vive en Argentina.  Ambos habían compartido en la década del 90 un proyecto musical denominado “7Judas”, esta agrupación logró grabar un disco y hacer varios shows hasta su separación en el año 2000.
Luego de esta experiencia y tras la partida de Soutus a Estados Unidos, ambos músicos continuaron conectados y empezaron a trabajar en algunas canciones utilizando las posibilidades de intercambios de ideas y sonidos de manera online. De esta forma empezaron a surgir las primeras canciones.
Después de dos años intensos dedicados a la composición y producción, editan su primer trabajo discográfico “Venus” (2005). El mismo fue promocionado desde su sitio web recibiendo muy buenas críticas del público que descargó el material.
En 2007, con el proyecto más fortalecido a nivel artístico, Distant Project publica su segundo álbum,“Primitive”, a través de su propio sello White Sun Music, que lo distribuye en formato CD y digital a través de reconocidas tiendas virtuales tales como iTunes y Amazon. Este segundo álbum recibe el reconocimiento ya no solo de quienes seguían a la banda, sino también de un sector especializado de la prensa musical de Argentina y Estados Unidos
En 2010, buscando agregar un estilo mas rockero a sus composiciones, suman un nuevo integrante a sus filas: el músico santafesino Nak Sörenson, quien se hace cargo de las guitarras de la banda.
Con esta incorporación la banda comienza a organizar algunos shows en vivo principalmente en la ciudad de Bs As. Simultáneamente Distant Project lanzó un nuevo trabajo en formato compilado bajo el nombre “Stars” y publicado por el sello Twilight Records (Argentina). El álbum incluye temas de sus dos discos anteriores y algunos exclusivos para este CD.

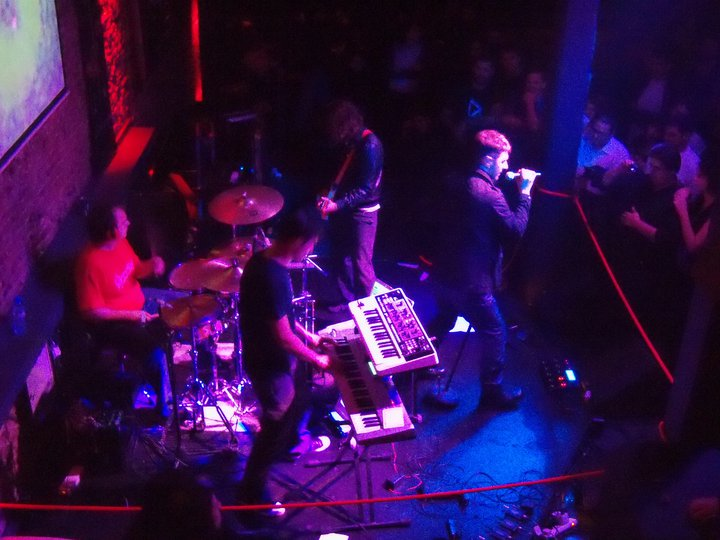
Distant Project actuando en la fiesta tributo a Depeche Mode. 2011 Bs As.

En 2012, consolidados en varios shows y con un importante grupo de seguidores, se edita Extraordinary, el 3° álbum de estudio, con un cambio muy marcado en lo sónico y animándose a un sonido ya no solo dominado por los synths, sino con fuerte influencia de guitarras y batería. 

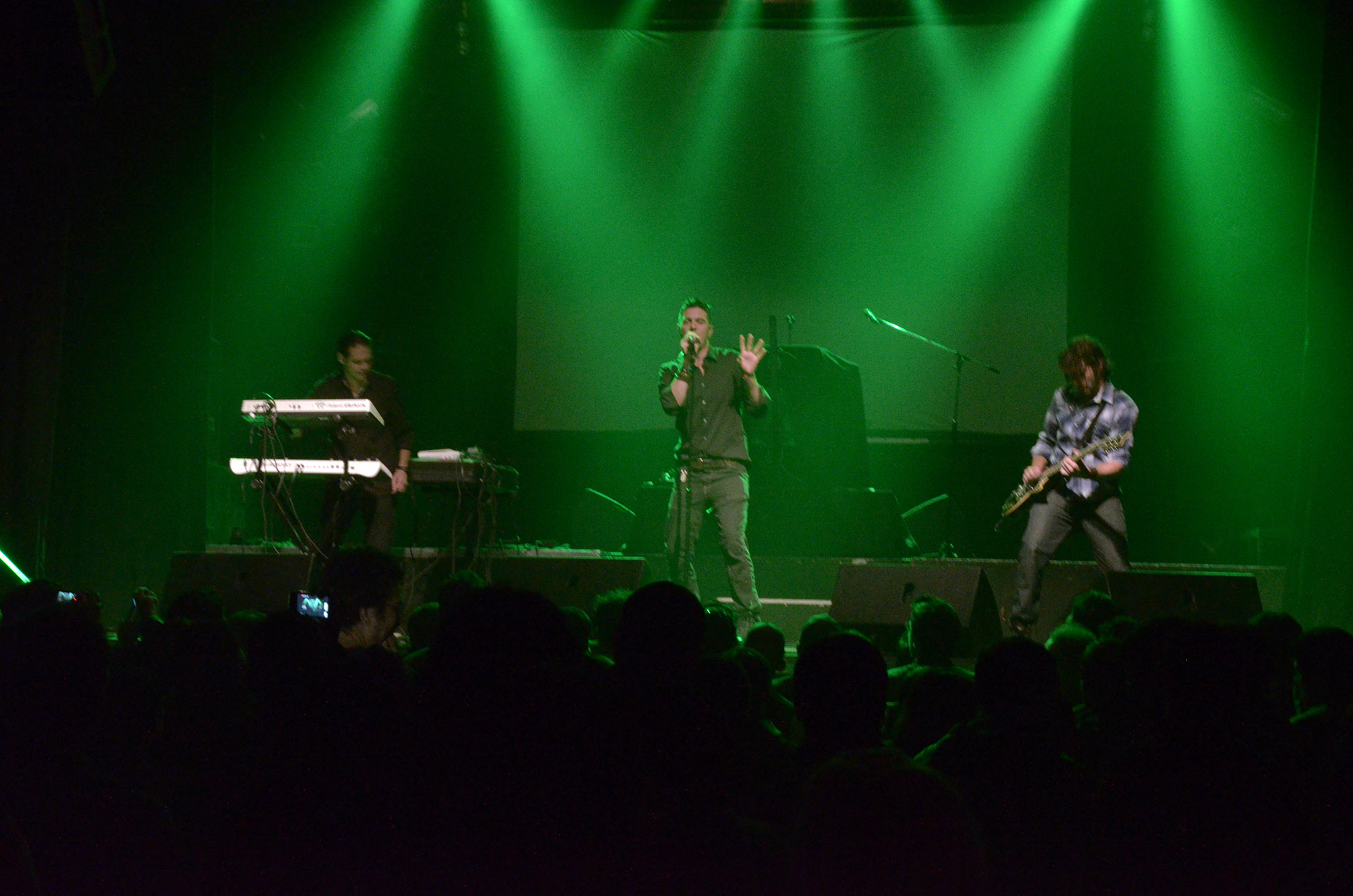
Distant Project live in Niceto Club (Bs As)

En mayo de este año la banda es convocada como soporte de los alemanes De/Vision en Niceto Club como parte de su gira latinoamericana, exponiendo su música a un masivo público amante del género.
Con Extraordinary en las calles, la banda afianza sus shows en vivo actuando en varios escenarios de Buenos Aires y es convocada  para el compilado Tributo Argentino a Depeche Mode Vol 1 y 2 con los temas Never let me down again y  Personal Jesus.
A mediados de año llega a los escenarios de Estados Unidos en EX TOUR 2013. La gira incluyó las ciudades de Phoenix, Las Vegas y Los Ángeles, actuando en esta última en el mítico Whisky a Go Go.con una importante asistencia de público en cada presentación.

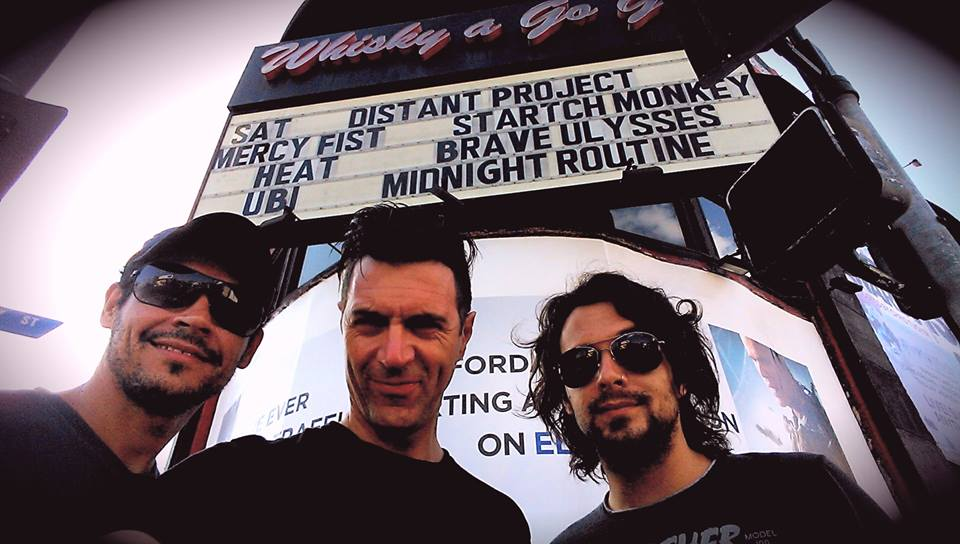
Distant Project en Whisky a Go Go

A fines de 2013 se lanza el sencillo: "I have a feeling", compuesto íntegramente en dicha gira. El lanzamiento fue mediante White Sun Music y acompañado de un video rodado y editado en la ciudad de las Vegas, Nevada. 
En 2015 editaron el tema: "Flor en el Cielo", incluyendo un video donde participaron amigos y familiares de la banda. El single incluye además un remix del conocido productor peruano Jason Fashe.
A finales de 2015, los integrantes deciden dedicarse a otros proyectos por un tiempo y no producir nuevo material.

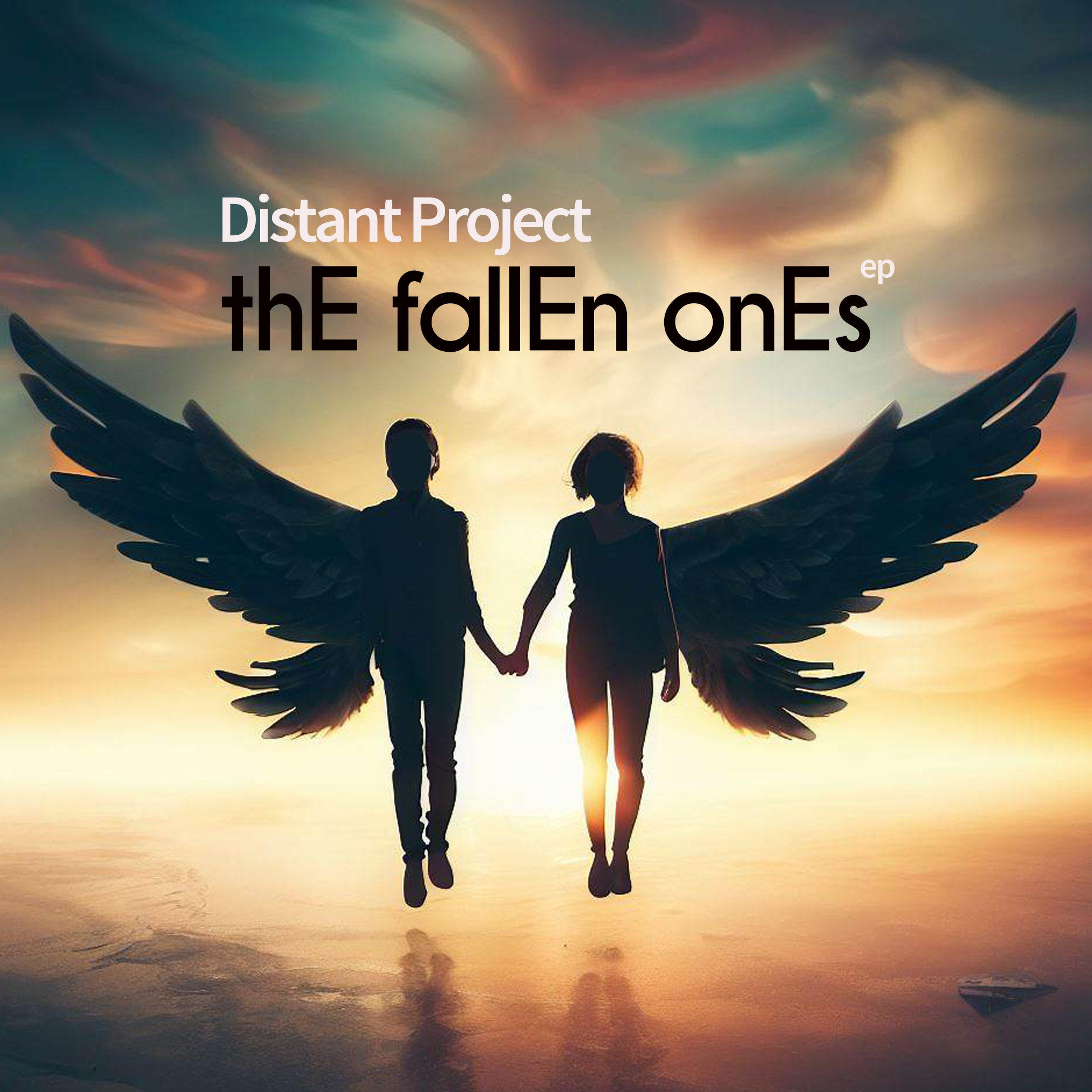
The Fallen Ones Cover Single 2023

En 2021 Fab y Wal trabajan en un nuevo sencillo "En el país de las Maravillas" canción que wal escribe para su hija y representó un volver a componer como en los inicios.
Luego de un largo impass, se incorpora en 2023 Clau Spiritelli en guitarras (quien había sido integrante en el projecto "7judas"), reemplazando a Nak Sorenson. Con esta nueva formación se graba y edita el Sencillo "The Fallen Ones" y se registra una Sessión Live Express de tan solo 4 canciones que recorren la esencia y el estilo de la banda,

## Integrantes
- Fab Soutus (06-05-1973): Voz - Sintetizadores - Programación - Bajo.
- Wal Yunker (18-05-1971): Sintetizadores - Programación - Baterías.
- Clau Spiritelli (13-06-1975): Guitarras.

### Otros miembros
- Nak Sorenson (28-07-1985): Guitarras - Programación.

## Discografía

### Álbumes de estudio
- Venus (2005)
- Primitive (2007)
- Stars (compilado) (2010)
- ExtraordinarY (2012)

### Sencillos
- "I Have a Feeling" (2013
- "Live Session Biblioteca Popular" (2014
- "Flower in the Sky" (2015)
- "En el país de las Maravillas" (2021)
- "The Fallen Ones" (2023)

### Compilados
- Depeche Mode tributo argentino (con «Never Let Me Down Again»)  - 2011
- Depeche Mode tributo argentino vol II (con «Personal Jesus») - 2012